# Músculo recto medial
El músculo recto interno del ojo se encuentra en la región interna o medial de la órbita ocular y es uno de seis músculos que controlan el movimiento del globo ocular. La contracción del recto interno produce la aducción del ojo, es decir, gira el ojo hacia la nariz.

## Trayecto
El músculo recto interno nace con el resto de los músculos rectos del ojo, en el vértice de la órbita ocular por medio de un tendón común, el tendón de Zinn. Después de separarse del resto de los músculos rectos, el recto interno sigue de atrás adelante por la pared interna o nasal de la órbita. Sus haces externos tienen relación con el nervio óptico, del que está separado por el tejido adiposo de la órbita. Las fibras mediales del músculo tiene relación con la pared nasal de la órbita. Las fibras superiores del recto interno tienen relación con el músculo oblicuo mayor del ojo y las fibras inferiores con el recto inferior.
Al final de su recorrido, el músculo recto interno termina en un 
```
tendón aplanado que se inserta en la 
esclerótica
, algo por delante del ecuador del globo ocular.
```

## Inervación e irrigación
La inervación del recto interno viene dado por el III nervio craneal, llamado nervio oculomotor. El recto interno es uno de los músculos inervado por el III nervio craneal.
La única arteria que provee irrigación sanguínea a la órbita es la arteria oftálmica, que es rama de la carótida interna, del que se desprende justo antes del polígono de Willis.

## Imágenes adicionales

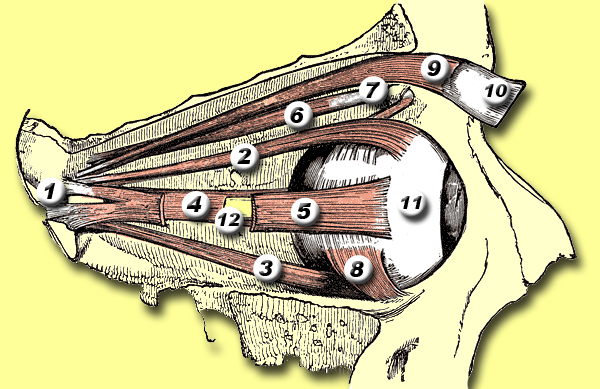
Vista lateral del globo ocular y sus músculos, incluyendo el recto interno (número 4).
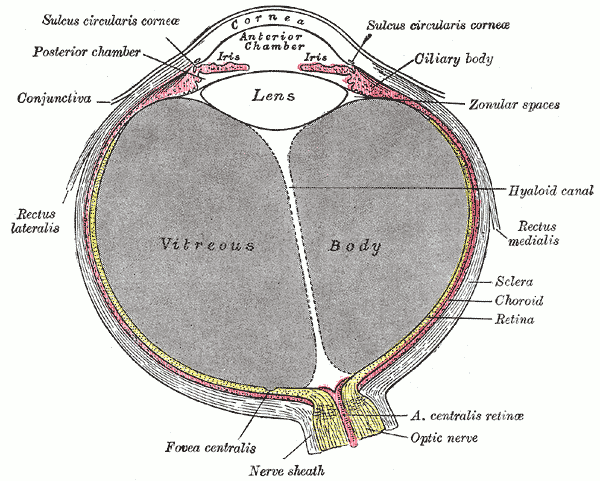
Sección horizontal mostrando la terminación del recto interno o medial a la derecha de la imagen.
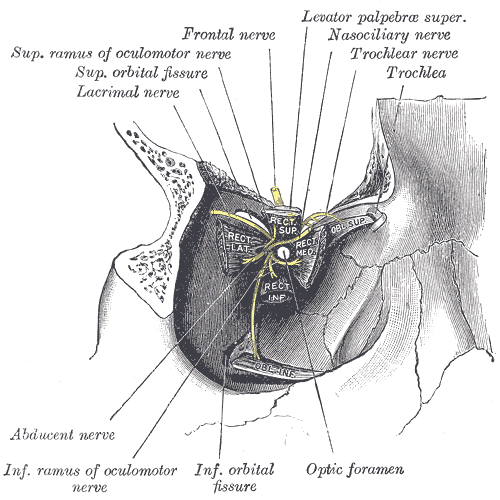
Disección mostrando los músculos oculares, incluyendo el recto interno o medial.
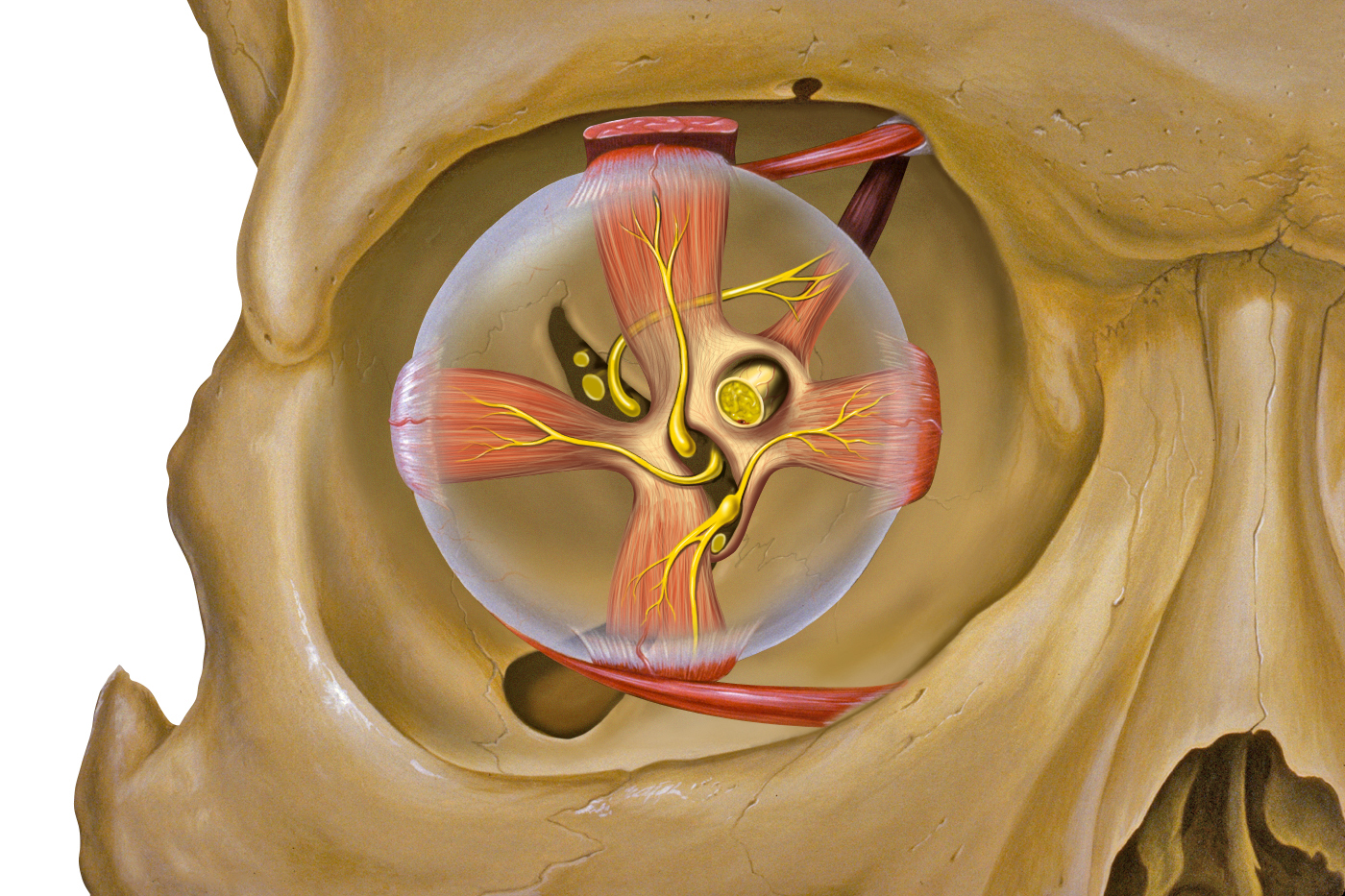
Vista anterior del globo ocular y sus músculos rectos.